# Liste des œuvres d'Arnold Bax

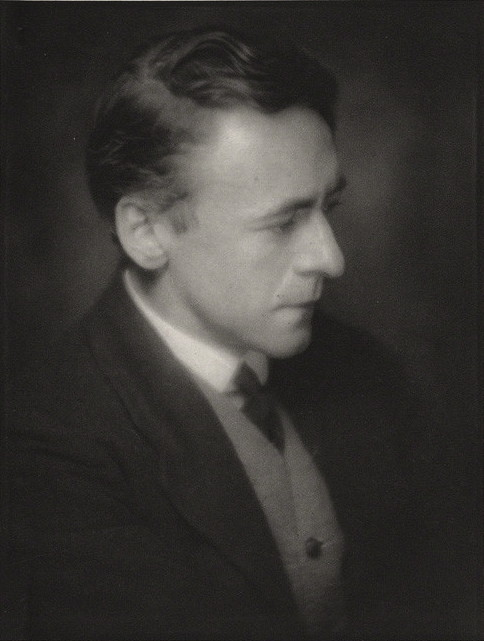
Arnold Bax

Cette liste regroupe les œuvres d'Arnold Bax d'après le catalogue établi par le musicologue Graham Parlett en 1967.
Les dates séparées par un tiret court indiquent des périodes de composition. Les dates séparées par une barre de fraction indiquent la date de composition et la date de publication.

## Classement chronologique
| Légende             |
| Musique symphonique |
| Musique de chambre  |
| Musique pour piano  |
| Musique lyrique     |
| Mélodies            |
| Musique chorale     |
| Musique sacrée      |

| no catalogue Parlett (1967) | Titre                              | Dates de composition                                                         | Notes |
| --------------------------- | ---------------------------------- | ---------------------------------------------------------------------------- | --- |
| GP 1                        | Butterflies All White              | 1896                                                                         | Première composition d'Arnold Bax, à l'âge de 13 ans selon la sœur du compositeur. La pièce est perdue, le titre provient d'une traduction de John Davidson de la pièce de François Coppée Pour la Couronne                                                                      |
| GP 26                       | Marcia Trionfale                   | 1900                                                                         | Une pièce pour piano d'une dizaine de minutes, écrite lors d'un séjour en famille sur l'Île de Wight. |
| GP 40                       | Fantasia en la mineur              | 1900                                                                         | Première œuvre pour deux pianos, écrite après son entrée à la Royal Academy of Music |
| GP 41                       | Funeral March                      | 1900                                                                         | L'œuvre porte la mention « In Mem. P.I.T. », et il pourrait s'agir de Piotr Ilitch Tchaïkovski |
| GP 47                       | Trio pour piano en si bémol mineur | 1901                                                                         | Trio pour piano, violon et violoncelle, inachevé, seul un mouvement sur les quatre a été écrit. Sur ce mouvement, quatre pages du manuscrit sont manquantes. Des esquisses du mouvement lent ont été découvertes en 2007.                                                        |
| GP 49                       | Sonate pour violon en sol mineur   | 1901                                                                         | Dédiée à Gladys Lees |
| GP 55                       | Quatuor à cordes en la majeur      | 1902                                                                         | Première œuvre en quatre mouvements réduite à trois mouvements combinant le scherzo et le finale. |
| GP 57                       | Quatuor à cordes en mi majeur      | 1902                                                                         | Le second mouvement a été plus tard arrangé pour trio à cordes sous le titre de Cathaleen-ni-Hoolihan, lui même réorchestré plus tard en poème symphonique sous le même nom. Le thème est repris de façon subtile dans le premier mouvement de la troisième symphonie.           |
| GP 59                       | Concert Piece pour alto            | 1904                                                                         | |
| GP 60                       | Concert Piece pour violon          | 1904                                                                         | Version pour violon de la Concert Piece pour alto |
| GP 61                       | Variations pour orchestre          | 1904                                                                         | Première composition pour orchestre d'Arnold Bax, écrite pendant sa quatrième année à la Royal Academy of Music. Elle a notamment gagné la médaille de composition du concours Charles-Lucas.                                                                                    |
| GP 63                       | A Celtic Song Cycle                | 1904                                                                         | Cycle mélodique sur des textes de William Sharp, dédié à « Miss Gladys Lees ». |
| GP 64                       | Cathaleen-ni-Hoolihan              | 1904                                                                         | Trio pour deux violons et piano. Il s'agit d'un arrangement du mouvement lent du Quatuor à cordes en mi majeur (GP57), plus tard transformé en poème symphonique. Cathaleen-ni-Hoolihan est l'un des épithètes personnifiés de l'Irlande.                                        |
| GP 68                       | A Connemara Revel                  | 1905                                                                         | Aussi appelée An Irish Overture. L'œuvre est perdue à l'heure actuelle. |
| GP 69                       | Leaves, Shadows and Dreams         | 1905                                                                         | Mélodies sur des textes de Fiona McLeod tirés de son ouvrage The Immortal Hour. |
| GP 70                       | In the Silences of the Woods       | 1905                                                                         | Mélodie sur un texte de Fiona McLeod. |
| GP 71                       | Green Branches                     | 1905                                                                         | Mélodie sur un texte de Fiona McLeod. |
| GP 72                       | Cathaleen-ni-Hoolihan              | 1905                                                                         | Poème symphonique issue de l'orchestration du trio pour deux violons et piano de 1904. |
| GP 77                       | Viking Battle Song                 | 1905                                                                         | Mélodie sur un texte de Fiona McLeod, orchestration de Graham Parlett en 2007. |
| GP 78                       | A Song of Life and Love            | 1905                                                                         | L'œuvre est perdue |
| GP 79                       | A Song of War and Victory          | 1905                                                                         | |
| GP 81                       | A Hushing Song                     | 1906                                                                         | Texte de William Sharp sous le pseudonyme de Fiona MacLeod. |
| GP 82                       | I fear thy Kisses, Gentle Maiden   | 1906                                                                         | Texte de Shelley. |
| GP 84                       | The Blessed Damozel                | 1906                                                                         | Pour piano et récitant, « une illustration musicale durant le récital du poème de Dante Gabriel Rossetti ». |
| GP 85                       | The twa Corbies                    | Mélodie sur un texte traditionnel tiré du Border Minstrelsy de Walter Scott. | |
| GP 86                       | Magnificat                         | 1906                                                                         | Extrait de l'évangile selon saint Luc, l'épigraphe dit « D'après une peinture de Dante Gabriel Rossetti ». |
| GP 87                       | Trio pour piano en un mouvement    | 1906                                                                         | Trio pour piano, violon et alto (ou clarinette). |
| GP 88                       | Echo                               | 1906                                                                         | Mélodie publiée dans le livre annuel de 1906-1907 de la Society of British Composers. Texte de Christina Rossetti |
| GP 89                       | For Love's Sake                    | 1906                                                                         | Mélodie non éditée se trouvant dans les carnets de notes d'Arnold Bax. Le texte est de Ben Jonson. |
| GP 90                       | Garden Song                        | 1906                                                                         | Mélodie non éditée se trouvant dans les carnets de notes d'Arnold Bax. Le texte est du compositeur. |
| GP 91                       | Summer Night                       | 1906                                                                         | Mélodie non éditée se trouvant dans les carnets de notes d'Arnold Bax. Le texte est du compositeur. |
| GP 92                       | Fatherland                         | 1907                                                                         | Œuvre pour ténor, chœur et orchestre. Texte de Johan Ludvig Runeberg, tiré du Fänrik Ståls Sägner et traduit du suédois vers l'anglais par Clifford Bax. Arnold Bax l'a plus tard décrite comme « le poème national le plus émouvant jamais composé ». Elle est révisée en 1934. |
| GP 93                       | The Fiddler of Dooney              | 1907                                                                         | Texte de William Butler Yeats. |
| GP 94                       | The Enchanted Fiddle               | 1907                                                                         | Texte de William Butler Yeats, et d'Arnold Bax. Il en a changé le titre et écrit un nouveau texte en cours de composition, décrétant que le poème de William Butler Yeats était trop beau pour être mis en musique.                                                              |